# The New Tenants
The New Tenants ist ein dänischer Kurzfilm aus dem Jahr 2009.

## Handlung
Das homosexuelle Paar Peter und Frank hat gerade eine neue Wohnung bezogen. Frank sitzt rauchend am Tisch und philosophiert über den Tod und Selbstmordattentate. Peter will davon nichts wissen, sondern einfach in Ruhe essen. Bevor ein Streit beginnt, klingelt es an der Tür und Frank macht seiner Nachbarin, einer älteren Dame, die Tür auf, die etwas Mehl haben möchte, damit sie ihrer Enkelin Irene, die sie besuchen wird, einen Kuchen backen kann. Dabei beginnt sie einfach darauf los zu erzählen, dass Jerry, der Vormieter von Peter und Frank, erst vor kurzem ermordet wurde oder Selbstmord begangen habe, aber zumindest tot sei. Peter ist dabei von der Geschichte der alten Dame so genervt, dass er sich einfach die nächstbeste Tüte mit weißen Pulver nimmt und sie der alten Dame gibt, nur, damit er wieder in Ruhe essen kann.
Als sie weg ist, geht der Streit von Peter und Frank von vorne los und wird nur durch das erneute Klingeln unterbrochen. Jan kreuzt mit einem Schraubenschlüssel auf und sucht einen Jerry, weil er vermutet, dass dieser mit seiner Frau geschlafen habe. Peter und Frank versichern, dass sie weder einen Jerry kennen, noch jemals mit einer Frau schlafen würden. Aber das hört Jan schon nicht mehr, da dieser vor den beiden heulend monologisiert, wie sehr er versuche seine Ehe und die Ehre seiner Frau wiederherzustellen. Abermals klingelt es an der Tür. Jan geht hin, um sie zu öffnen, und wird von Zelko mit einer Schrotflinte in den Kopf geschossen. Dieser sucht nun das Heroin, das Jerry zuvor von ihm gestohlen hatte und bei sich versteckte.
Frank und Peter streiten alles ab. Auch als es darum geht, irgendeine Tüte voll Pulver gefunden zu haben. Es klingelt wieder: Die ältere Dame steht wieder vor Tür und ruft wütend, was für eine Art Mehl man ihr gegeben habe und warum ihre Tochter Irene sich plötzlich so seltsam verhalte. Zelko erschießt sie durch die Tür und fragt erneut Frank und Peter, wie interessant es doch geklungen habe, was sie gerade erzählte. Aber bevor er die beiden nun töten kann, wird er selbst hinterrücks von einer berauschten Irene erschossen. Diese ist so neben sich, dass sie nicht einmal versteht, was gerade passiert ist und plötzlich in Ohnmacht fällt.
Frank ist so mitgenommen, dass er sich und Peter eine Zigarette ansteckt, und anschließend mit ihm in die Welt hinaustanzt.

## Hintergrund
Der Film wurde bei der Oscarverleihung 2010 als Bester Kurzfilm ausgezeichnet.